# Pseudobradya similis
Pseudobradya similis är en kräftdjursart som först beskrevs av T. Scott och A. Scott 1894.  Pseudobradya similis ingår i släktet Pseudobradya och familjen Ectinosomatidae. Arten är reproducerande i Sverige. Inga underarter finns listade i Catalogue of Life.